# Евстрати Дачев
Евстрати Дачев или Страти войвода е български революционер, воденски войвода на Вътрешната македоно-одринска революционна организация.

## Биография
Евстати Дачев е роден през 1875 година в Котел, тогава в Османската империя, днес в България. Завършва пети гимназиален клас, а през пролетта на 1902 година става четник при гевгелийския войвода Аргир Манасиев. При подготовката на Илинденско-Преображенското въстание е избран от Битолския революционен комитет за войвода във Воденско, където организира местното население и снабдява района с муниции и оръжие.
На 27 май 1903 г. Евстати Дачев е на съвещание в село Баница при районния началник на Леринско подпоручик Георги Папанчев. Четниците са предадени и обградени от турски аскер и на сутринта на 29 май при опит да пробият обсадата Евстрати Дачев, Георги Папанчев, Васил Попов, Силян Пардов и 14 четници загиват. Погребани са в двора на църквата „Свети Никола“ в Баница, разположена в края на селото. След като Баница попада в Гърция в 1913 година, гробът им е заличен от гръцките власти.